# Ukrainische Fußballnationalmannschaft (U-19-Junioren)
Die ukrainische Fußballnationalmannschaft der U-19-Junioren ist die Auswahl ukrainischer Fußballspieler der Altersklasse U-19. Sie repräsentiert die Federazija Futbolu Ukrajiny auf internationaler Ebene, beispielsweise in Freundschaftsspielen gegen die Auswahlmannschaften anderer nationaler Verbände, aber auch bei der seit 2002 in dieser Altersklasse ausgetragenen Europameisterschaft. Die ukrainische Mannschaft konnte sich viermal für die Endrunde qualifizieren und nahm zudem einmal als automatisch qualifizierter Gastgeber teil, wobei der Titel gewonnen wurde. Nur dreimal schied die Mannschaft bereits in der ersten Qualifikationsrunde aus.

## Teilnahme an U-19-Europameisterschaften
- 2002: nicht qualifiziert
- 2003: nicht qualifiziert
- 2004:  Halbfinale
- 2005: nicht qualifiziert (in der Eliterunde gescheitert)
- 2006: nicht qualifiziert (in der Eliterunde gescheitert)
- 2007: nicht qualifiziert (als drittbester Gruppendritter die Eliterunde verpasst)
- 2008: nicht qualifiziert (in der Eliterunde gescheitert)
- 2009:  Europameister
- 2010: nicht qualifiziert (in der Eliterunde gescheitert)
- 2011: nicht qualifiziert (in der Eliterunde gescheitert)
- 2012: nicht qualifiziert (in der Eliterunde gescheitert)
- 2013: nicht qualifiziert (in der Eliterunde gescheitert)
- 2014: Gruppenphase (für die U-20-Fußball-Weltmeisterschaft 2015 qualifiziert)
- 2015: Gruppenphase
- 2016: nicht qualifiziert (in der Eliterunde gescheitert)
- 2017: nicht qualifiziert (in der Eliterunde gescheitert)
- 2018:  Halbfinale
- 2019: nicht qualifiziert (in der Eliterunde gescheitert)
- 2020:  Meisterschaft wegen COVID-19-Pandemie abgesagt (für die abgesagte Eliterunde qualifiziert)
- 2022: nicht qualifiziert (in der Eliterunde gescheitert aufgrund der höheren Anzahl Gelber Karten)

| Bilanz     | Bilanz | Bilanz | Bilanz | Bilanz      | Bilanz | Bilanz    | Bilanz       |
| Runde      | Spiele | Siege  | Remis  | Niederlagen | Tore   | Gegentore | Tordifferenz |
| ---------- | ------ | ------ | ------ | ----------- | ------ | --------- | ------------ |
| 1. Runde   | 057    | 38     | 08     | 11          | 117    | 049       | 68           |
| Eliterunde | 045    | 23     | 10     | 12          | 071    | 049       | 22           |
| Endrunde   | 019    | 07     | 08 1   | 04          | 020    | 022       | −2           |
| Gesamt     | 121    | 68     | 26     | 27          | 208    | 120       | 88           |